# رادیو آوا
رادیو آوا یکی از شبکه‌های رادیویی صدا و سیمای جمهوری اسلامی ایران است که در تاریخ ۶ دی ۱۳۸۶ تأسیس شده‌است و عمدتاً به پخش موسیقی می‌پردازد.

## تاریخچه رادیو
رادیو آوا در تاریخ ۶ دی ۱۳۸۶ با پخش ۷ ساعت برنامه (از ۱۷ تا ۲۴) روی فرکانس رادیو تجارت (اقتصاد فعلی) بر روی موج اف ام ۱۰۷/۲ مگاهرتز و به عنوان کانال دوم رادیو پیام افتتاح شد. رادیو آوا در اردیبهشت ماه ۱۳۹۰ به ۱۲ ساعت پخش رسید و از ۴ تیر ۱۳۹۰ به صورت ۲۴ ساعته روی موج اف. ام ۹۳/۵ مگاهرتز به پخش برنامه می‌پردازد.

## برنامه‌های شبکه
برنامه‌های رادیو آوا در شبانه‌روز شامل ۶ برنامه، یا ۶ باکس چهار ساعته است که عبارتند از:
- بخش سحرگاهی (۲ تا ۶ صبح)
- بخش صبحگاهی (۶ تا ۱۰ صبح)
- بخش نیمروزی (۱۰ تا ۱۴)
- بخش عصرگاهی (۱۴ تا ۱۸)
- بخش شامگاهی (۱۸ تا ۲۲)
- بخش شبانگاهی (۲۲ تا ۲ بامداد)

در رادیو آوا حدود ۱۰۰ قطعه ترانه و تصنیف در بخش‌های ثابتی تحت عناوین زیر به‌صورت ۲۴ ساعته پخش می‌شود: موسیقی باکلام و بی‌کلام محلی، موسیقی پاپ (باکلام و بی‌کلام)، موسیقی کلاسیک غربی، موسیقی فیلم، موسیقی ملل، تکنوازان و ساز و آواز کامل ایرانی.
به‌طور کلی، حدود ۹۰٪ کل قطعات، موسیقی ایرانی و ۱۰٪ موسیقی غربی است.

## انتقادها
در سال ۱۳۹۱ به صدا و سیما انتقاد شد که در مورد برخی از موسیقی‌های پخش شده در رادیو آوا هیچ توضیحی ارائه نمی‌شود.